# Silviella (Pría)
Silviella, es un pueblo español del concejo de Llanes, en el Principado de Asturias, perteneciente a la parroquia de Pría. Su altitud es de 65 metros aproximadamente, y se sitúa a 2 kilómetros del pueblo de Nueva, y a unos 18 kilómetros de la capital del concejo.